# Pseudamyciaea fuscicauda
Pseudamyciaea fuscicauda är en spindelart som beskrevs av Simon 1905. Pseudamyciaea fuscicauda ingår i släktet Pseudamyciaea och familjen krabbspindlar. Inga underarter finns listade i Catalogue of Life.